# インド鉄道WAM4形電気機関車
インド鉄道WAM-4形交流電気機関車（インドてつどうWAP-4がたこうりゅうでんききかんしゃ）は、インド鉄道（Indian Railways）が所有する交流電気機関車である。

## 概要・運用
1959年に導入された欧州製のWAM-1形以降、インド鉄道は欧州連合や日本連合など海外メーカーが製造した電気機関車を多数輸入し、それらの技術を吸収、研究してきた。その成果を基に製造されたインド国産の貨客両用の電気機関車がWAM-4形である。
WAM-1形など輸入機関車にも装備されていたシリコン整流器や発電ブレーキが引き続き採用された一方、台車はアメリカン・ロコモティブが製造した軸配置Co-Co型のものを導入している。また電動機はアルストム製のTAO-659を用いている。これらの特徴がインド鉄道の使用条件に適合した結果、WAM-4形は長期に渡って製造が行われた。旅客列車に対応した空気ブレーキの装備、電動機の交換、貨物専用化など、各地の工場での改造も多数実施されている。また、一部車両は貨物専用のWAM-4B形として製造された後、WAG-5形として独立した形式に改められている。
2011年4月現在、375両がインド鉄道各地の車庫に配置されている。
なお、形式名の「WAM」は、「広軌（W）交流（A）貨客両用（M）機関車」と言う意味である。

## ギャラリー

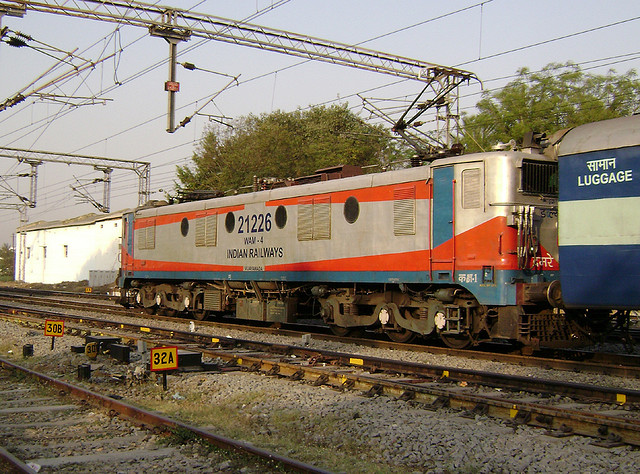
21226号機
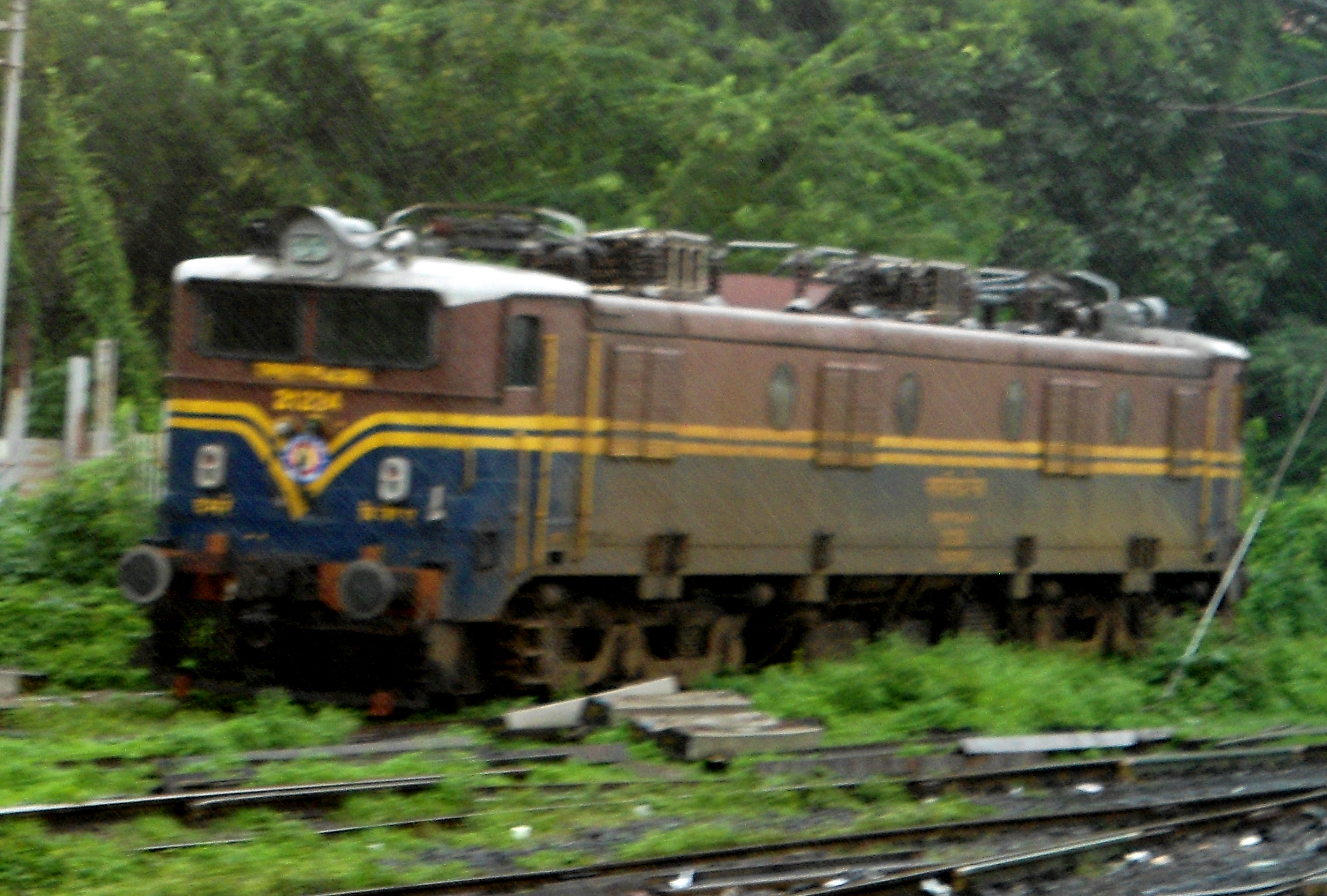
21234号機
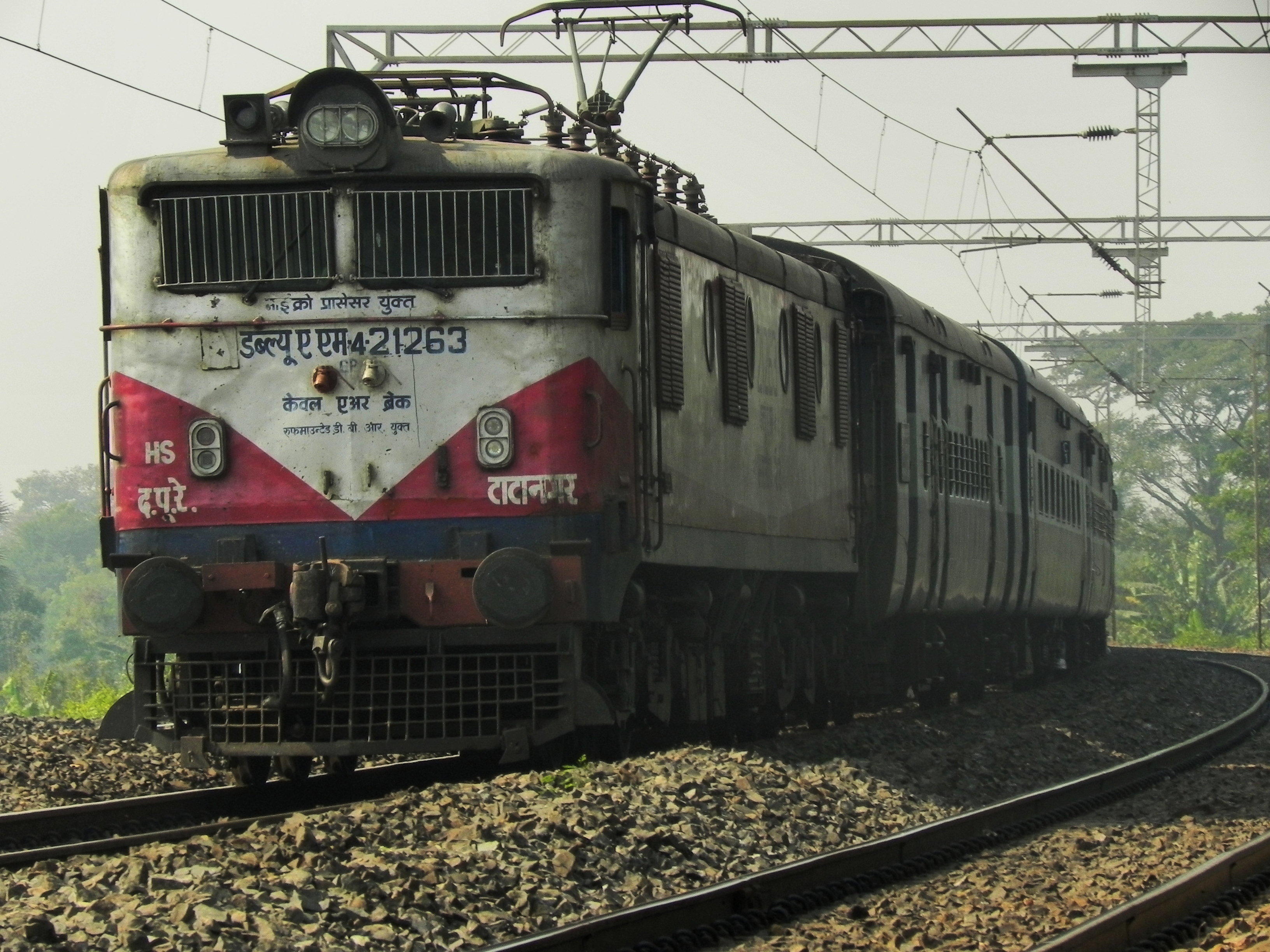
21263号機
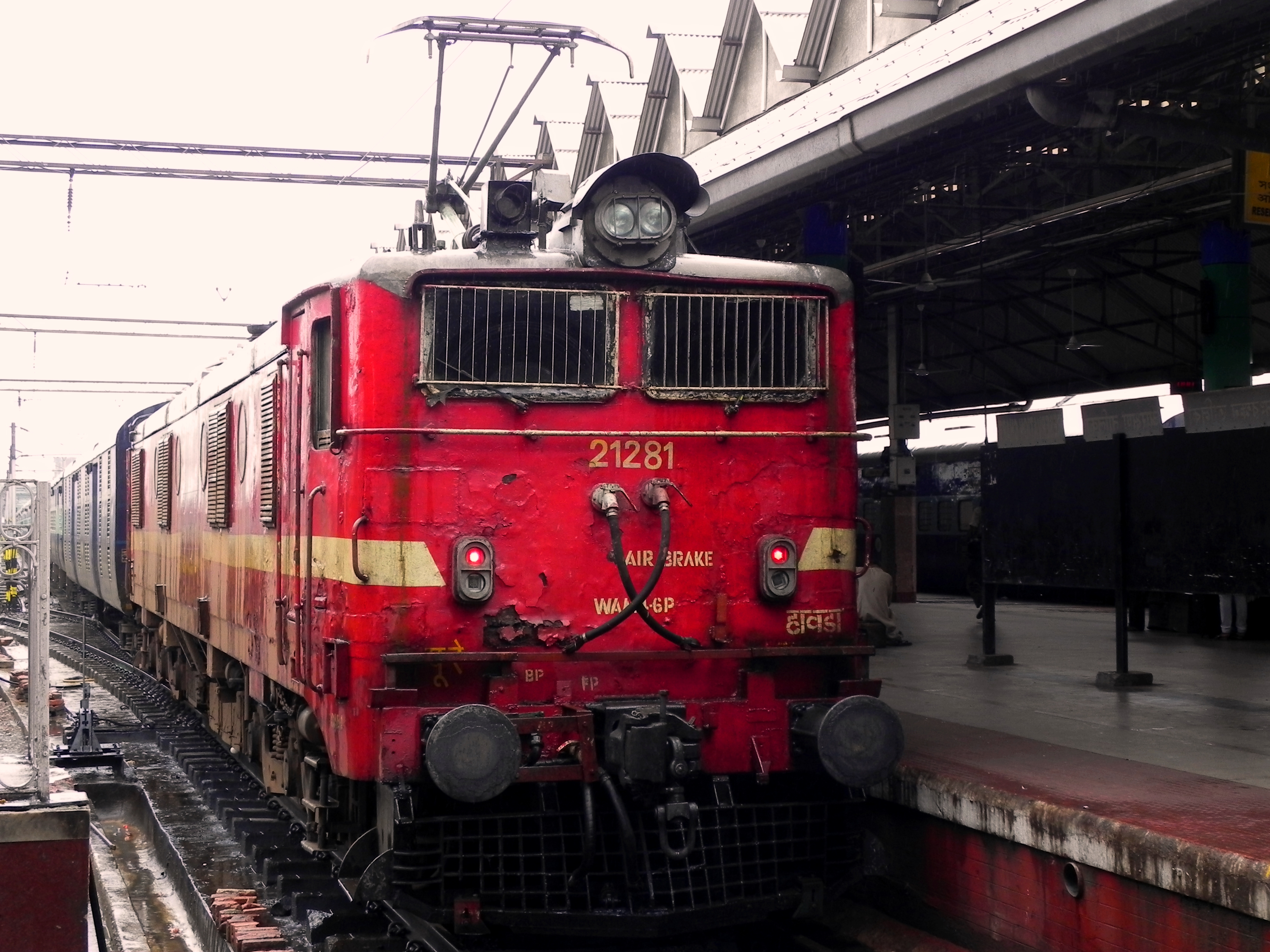
22281号機

## 参考資料
- 石田周二、笠井健次郎『交通ブックス 124 電気機関車とディーゼル機関車』成山堂書店、2015年6月。ISBN 978-4-425-76231-6。